# Національне шосе 18 (Естонія)
Національне шосе 18 (також називається шосе Нійтвяля–Кулна, T18, ест. Niitvälja–Kulna maantee) — національна основна дорога довжиною 4,7 кілометра на північному заході Естонії. Шосе починається в Нійтвялья на національному шосе 8 і закінчується в Кулна на національному шосе 17.

## Маршрут
T18 проходить через волость Ляене-Гар'ю в повіті Хар'ю.